# متحف المحطة
متحف المحطة أو مطار المحطة يعتبر أول مطار بني في منطقة الخليج العربي بدولة الإمارات العربية المتحدة بإمارة الشارقة بمنطقة القاسمية أنشئ عام 1930 من قبل بريطانيا أثناء تواجدها في الإمارات ليكون بوابة عبور للرحلات التجارية ما بين بريطانيا والهند، وجسرا جويا يربط اوروبا وبلاد شرق آسيا، وبعض دول المنطقة، نظرا لموقع الامارة الاستراتيجي، وفي 5 أكتوبر 1932 كان بمثابة لحظة تاريخية بوصول أول طائرة إلى مطار الشارقة، وتسمى طائرة هانو قادمة من جوادر ومتجهة إلى البحرين، وضل المطار يقدم خدماته في المكان نفسه حتى عام 1977، ومن ثم انتقل إلى مكانه الحالي على طريق الذيد، وبقي مبنى المحطة على حاله إلى أن تحول عام 2000م لمتحف يضم مقتنيات عديدة من الطائرات ومركبات التزود بالوقود ومجموعة كبيرة من الصورة القديمة الخاصة بالمطار القديم.
ومدرج مهبط الطائرات القديم موجود لغاية الآن بالقرب من مسجد الملك فيصل.

## نبذة تاريخية

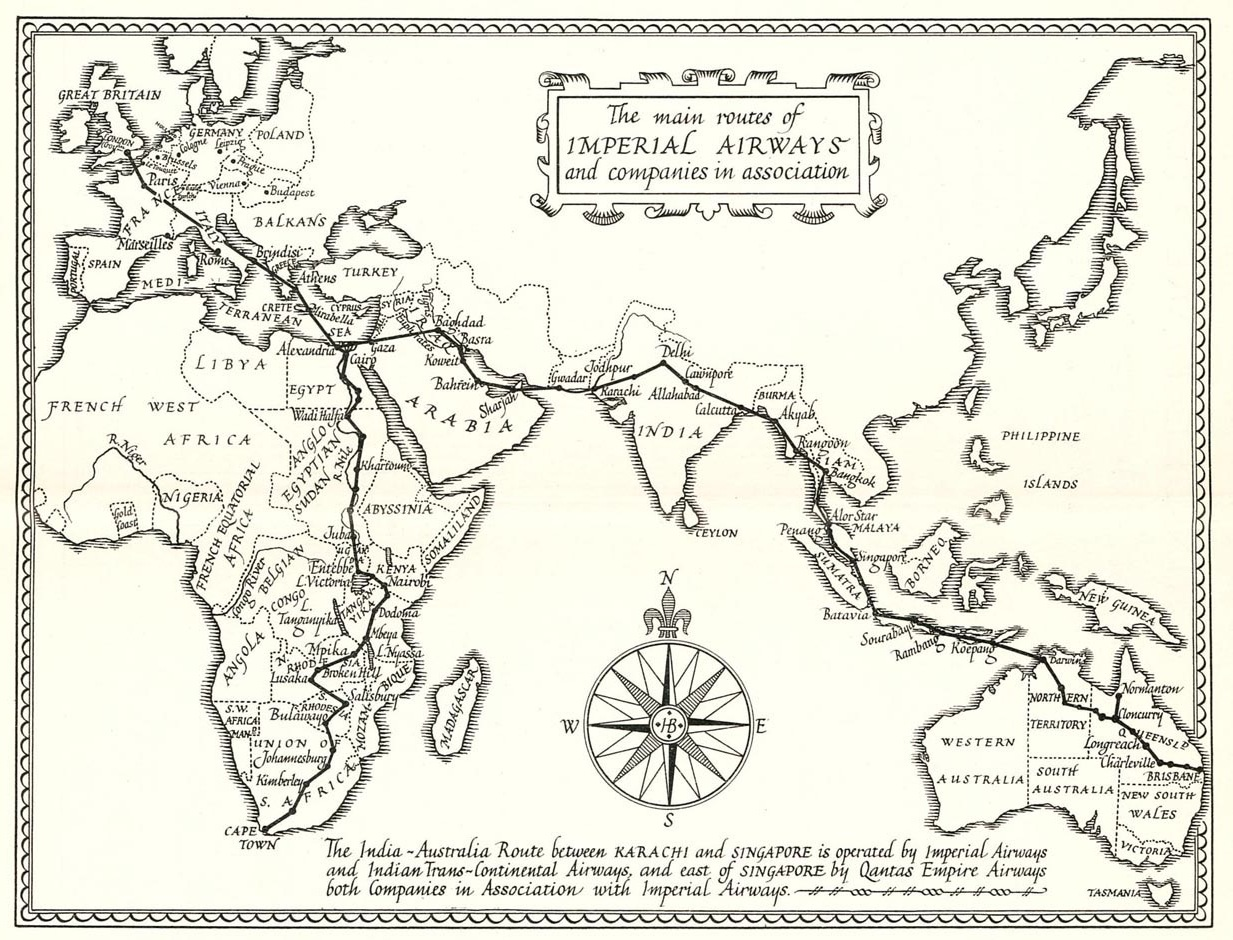
الطرق الإمبراطورية أبريل 1935

رغم وجود مهبط للطائرات في الشارقة، منذ عشرينات القرن الماضي، الا انه لم يكن معروفا كمطار رسمي، وبقي كذلك حتى بداية ثلاثينات القرن نفسه، عندما قررت شركة الطيران الملكي المعروفة حاليا بالخطوط الجوية البريطانية اتخاذ طريق جوي لرحلاتها المتجهة نحو الشرق، عبر الخليج العربي، فاختارت الشارقة لتبدأ مرحلة جديدة من الخدمات الملاحية، وحطت على مهبطها أول طائرة بريطانية من طراز (HP24) سنة 1932، كانت قادمة من مدينة كريدون الإنجليزية، ايذاناً بانطلاق رحلاتها من الشارقة واليها من كل من الهند وإنجلترا والعراق والبحرين، حيث كانت الشارقة إحدى محطات التوقف، ولعل ذلك هو سبب تسمية المطار بـ مطار المحطة.

## أقسام المتحف
توجد في المتحف خمس أقسم رئيسية وهي:

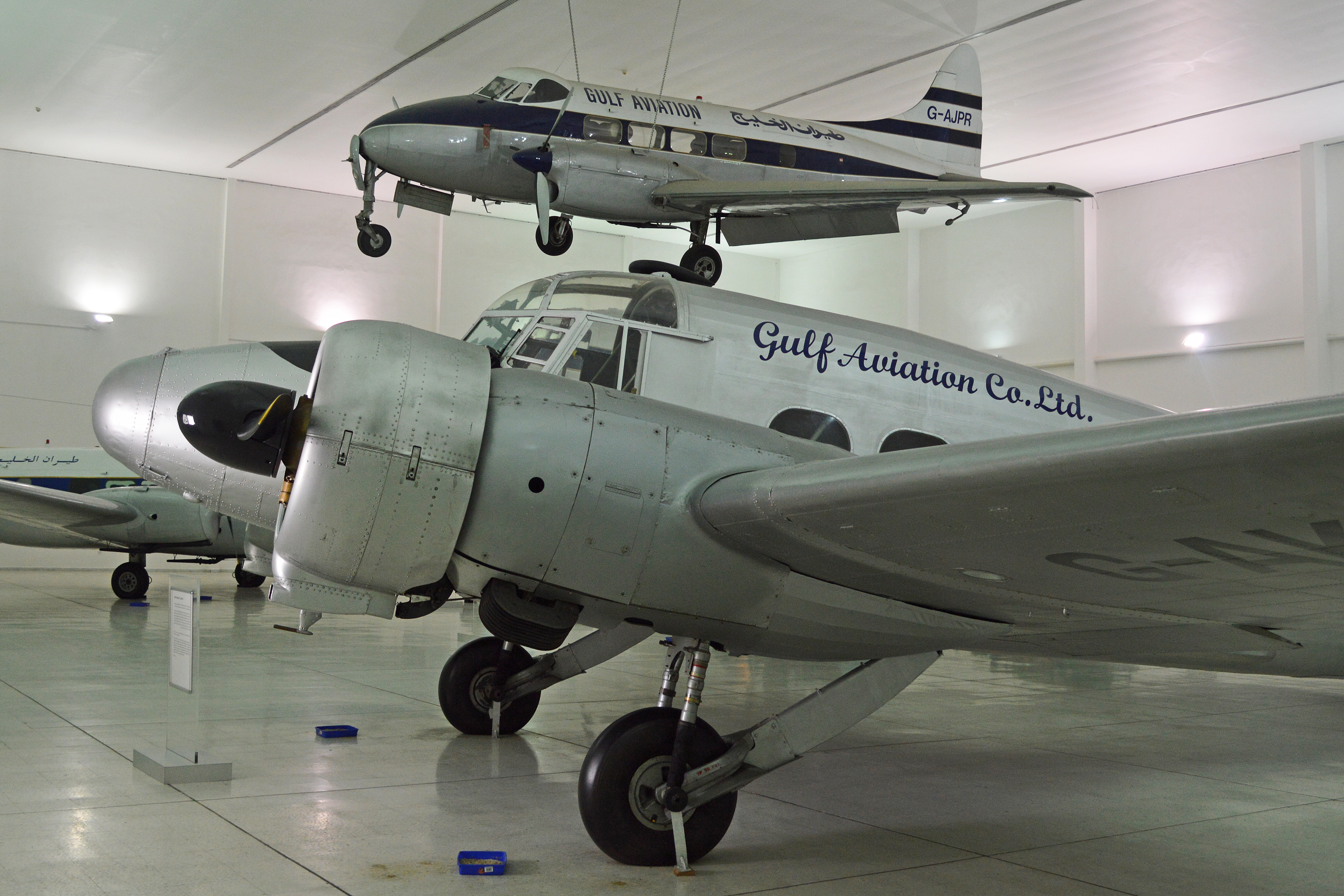
طائرات في متحف المحطة

حظيرة الطيران التي تضم مجموعة من الطائرات القديمة ذات المراوح الكبيرة بما فيها طائرتي هانو وكوميت، بالإضافة إلى معدات تزويد الطائرات بالوقود والزيوت، وخريطة توضح أهم محطات هبوط الطائرات.
تقنيات الطيران وتحتوي على أجزاء من الطائرات ومقتنياتها، وعجلاتها الضخمة، والصندوق الأسود، ومجموعة من الأجهزة التي تبين كيفية التعامل مع الملاحة الجوية إلى جانب المحركات القديمة للطائرات.
معجزات الطيران وتاريخه  وتعرض مجموعة من الصور والمجسمات المرتبطة بتاريخ الطيران منذ بداياته الأولى، بالإضافة لنماذج تقليدية وهياكل طيور وحشرات وحيوانات وكلها متعلقة بأنشطة الطيران، ومعلومات عن أهم العلماء والمخترعين الذين عملوا في مجال الطيران.
طيران العربية وهو قسم خاص بطيران العربية ويعرض فيه تاريخ الشركة وصور لأهم العاملين فيها منذ تأسيسها.
معرض الصور وتعرض فيه باقة كبيرة من صور المطار القديمة.

## سينما الشارقة
كما يوجد في المتحف سينما الشارقة أول سينما في منطقة الخليج العربي، إذ تأسست عام 1945. بعدها تم إنشاء سينما حديثة في الفترة بين 1949 و1959 من قبل السلاح الجوي البريطاني والذي كان موجوداً في تلك الفترة في الشارقة.

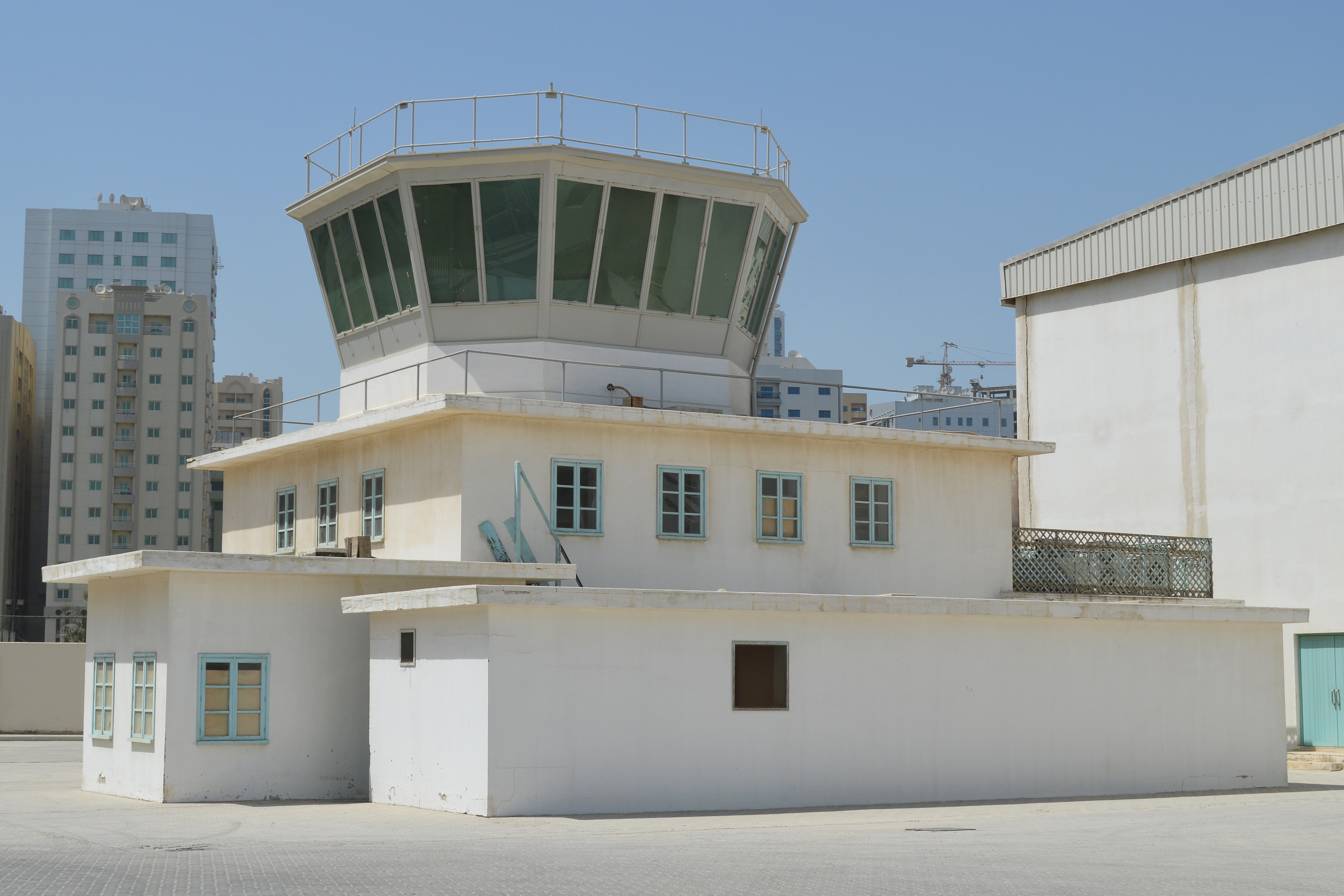
برج المراقبة في متحف المحطة للطيران

حيث أقيمت للجنود في المعسكر البريطاني عام،1945 وكانت أول دار عرض سينمائي خاصة بالأفلام السينمائية الصامتة. وكان العرض من عروض الأفلام السينمائية، التسلية والترفيه عن العاملين في المحطة، إذ تعرض أفلام وثائقية قصيرة وترفيهية، وبعض الأفلام الضاحكة، وكانت السينما عبارة عن جهاز متنقل للعرض، يعرض مادة الفيلم على الجدار، ولم يتم تجهيزها بكراسي مخصصة لجلوس الجماهير، بل كانت عبارة عن علب معدنية للكيروسين تملأ نصفها بالرمل وتوضع على الأرض لكي يجلس عليها المتفرجون.